# Сінкьо-Мару
Сінкьо-Мару (Sinkyo Maru) — судно, яке під час Другої світової війни взяло участь у операціях японських збройних сил на сході Мікронезії.
Судно спорудили як SS War Vulture в 1918 році на верфі Richardson, Duck & Co. в Стоктон-он-Тіс. Воно було замовлене урядом Великої Британії та відносилось до стандартного вантажного типу, який випускали в умовах Першої світової війни.
Вже у 1919-му судно викупила компанія Sir Wm Reardon Smith & Sons, яка перейменувала його у SS Bradavon. З 1933-го новим власником стала японська Dairen Kisen, при цьому спершу судно дістало назву Shinkyo Maru, яка невдовзі була уточнена до Sinkyo Maru.
Є дані, що в якийсь момент Сінкьо-Мару переобладнали в канонерський човен.
4 лютого 1944-го Сінкьо-Мару у складі конвою № 3206 вийшло з Йокосуки на атол Трук у центральній частині Каролінських островів (тут ще до війни створили головну базу японського ВМФ у Океанії). 17 лютого Трук став ціллю для потужного рейду американського авіаносного з'єднання, при цьому конвой № 3206, який якраз наближався до атола, також був атакований і зазнав важких втрат. Втім, невідомо, чи Сінкьо-Мару все ще прямувало в його складі, оскільки 26 лютого кайбокан (фрегат) «Амакуса», який раніше супроводжував № 3206, прибув на Сайпан (Маріанські острови), а 27 лютого «Амакуса» разом з іншим кайбоканом «Мікура» повели Сінкьо-Мару з Сайпану на Трук, при цьому на борту транспорта знаходилась велика кількість військовослужбовців із 52-ї піхотної дивізії.
2 березня 1944-го загін перебував у центральній частині Каролінського архіпелагу за три з половиною сотні кілометрів на південний захід від Труку. Тут його спершу безрезультатно атакував підводний човен USS Burrfish, а невдовзі інша американська субмарина USS Picuda все-таки змогла торпедувати Сінкьо-Мару, загинуло 18 військовослужбовців. У перехопленій вранці 3 березня японській радіограмі повідомлялось, що транспорт все ще був на плаву, при цьому «Мікура» вже зняв з нього від 450 до 600 бійців, а «Амакуса» готується прийняти ще 600 осіб. Вранці 4 березня Сінкьо-Мару затонув, а 5 березня фрегати прибули зі врятованими на Трук.